# Anonychomyrma murina
Anonychomyrma murina är en myrart som först beskrevs av Carlo Emery 1911.  Anonychomyrma murina ingår i släktet Anonychomyrma och familjen myror. Inga underarter finns listade i Catalogue of Life.

## Bildgalleri

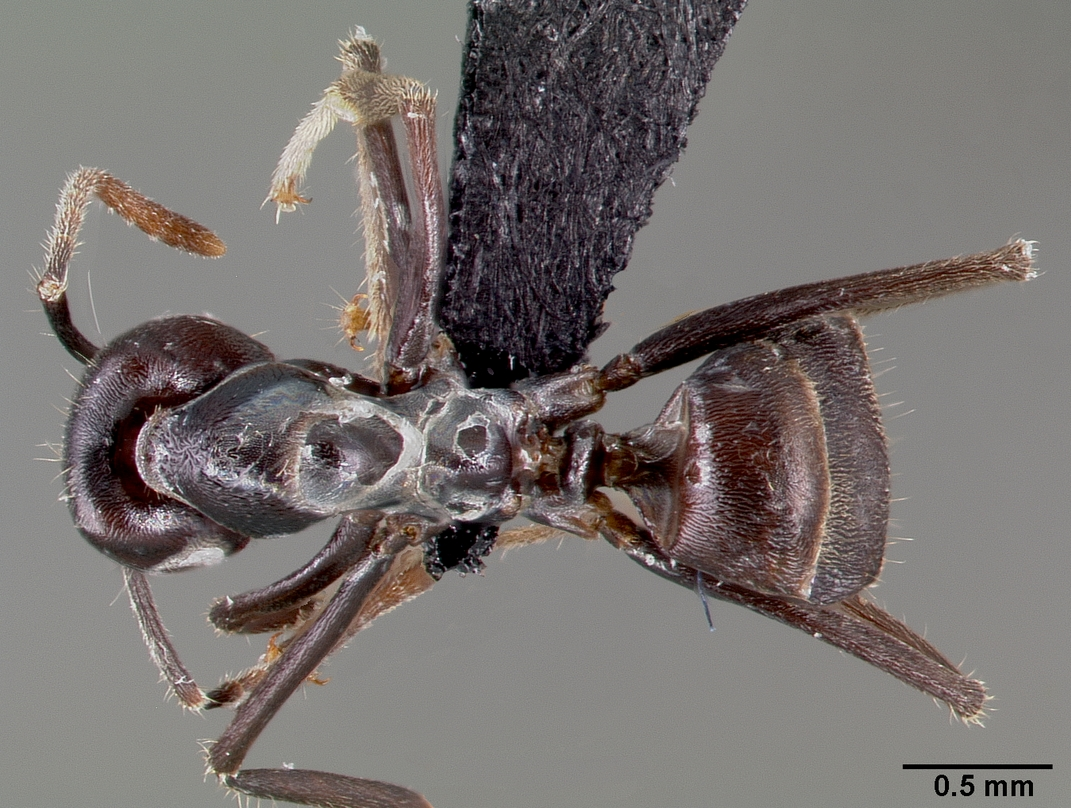
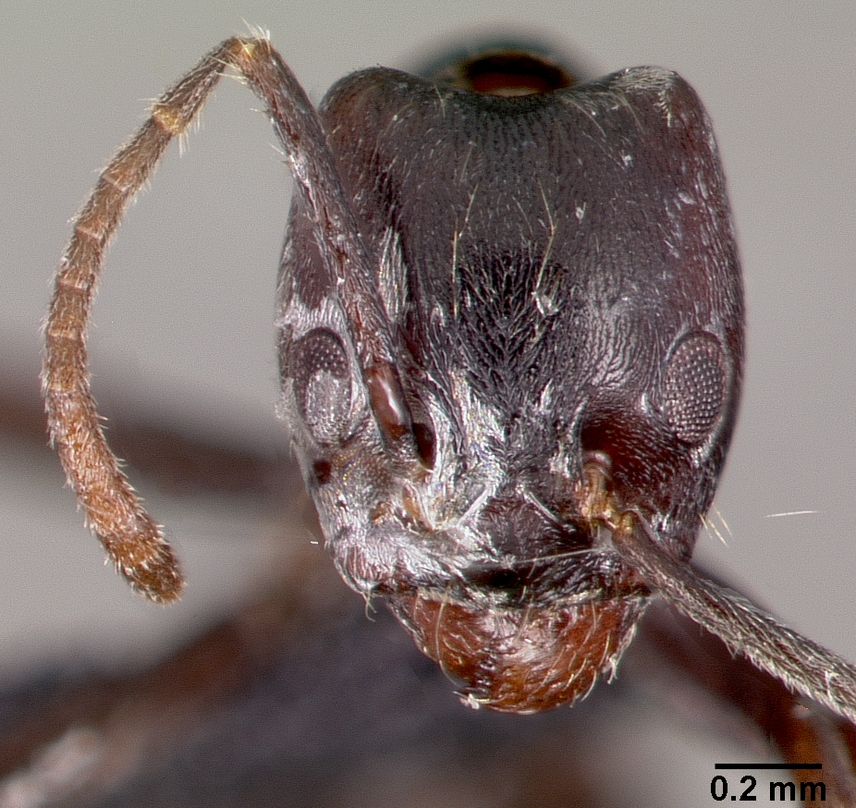
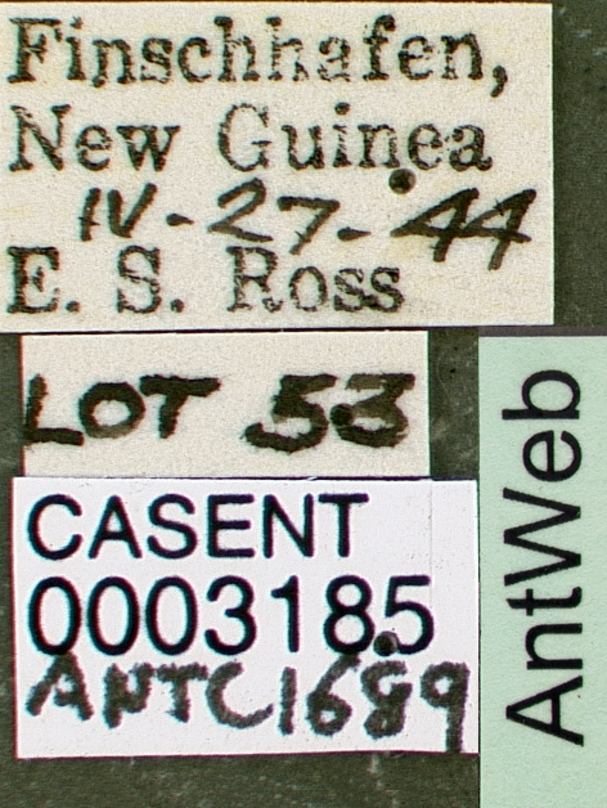
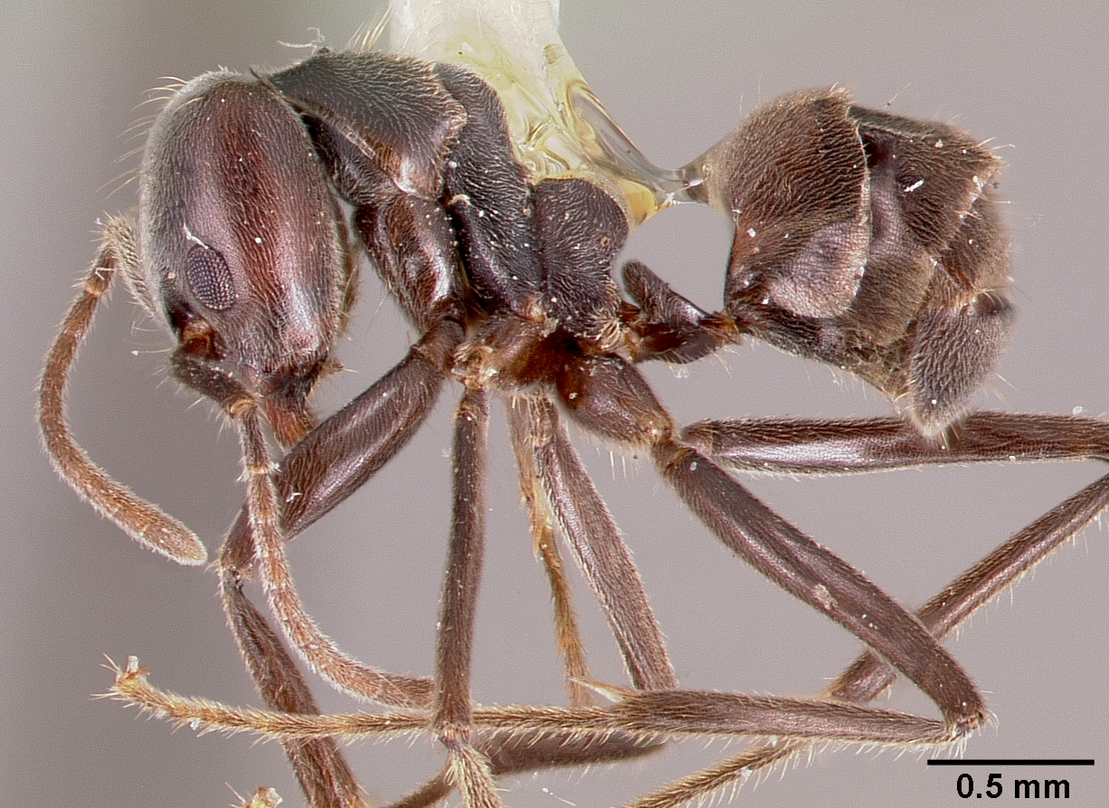